# Orteguaza lichenigera
Orteguaza lichenigera är en skalbaggsart som beskrevs av Lane 1958. Orteguaza lichenigera ingår i släktet Orteguaza och familjen långhorningar.
Artens utbredningsområde är Honduras. Inga underarter finns listade i Catalogue of Life.